# Xylotrupes beckeri
Xylotrupes beckeri är en skalbaggsart som beskrevs av Schauffus 1885. Xylotrupes beckeri ingår i släktet Xylotrupes och familjen Dynastidae. Utöver nominatformen finns också underarten X. b. intermedius.